# Чемпіонат Європи з боксу 2015
Чемпіонат Європи з боксу 2015 року пройшов у місті Самоков (Болгарія) з 8 по 15 червня. Це 41-й чемпіонат Європи. 
Участь взяли 44 країни, в тому числі і Велика Британія, що вперше була представлена об'єднаною командою.
Україну представляли п'ятеро боксерів: Ігор Сопінський, Микола Буценко, Олександр Меленюк, Валерій Харламов та Ігор Шевадзуцький.

## Результати

### Призери чемпіонату[1]
| Змагання                    | Золото                   | Срібло                 | Бронза                                           |
| --------------------------- | ------------------------ | ---------------------- | ------------------------------------------------ |
| Перша найлегша (–49 кг)     | Василь Єгоров (RUS)      | Гарві Горн (GBR)       | Тінко Банабаков (BUL) Руфат Хусейнов (AZE)       |
| Найлегша (–52 кг)           | Даніель Асенов (BUL)     | Мухаммад Алі (GBR)     | Нандор Чока (HUN) Хосе де ла Ніеве (ESP)         |
| Легша (–56 кг)              | Майкл Конлен (IRL)       | Кайс Ашфак (GBR)       | Франческо Маєтта (ITA) Арам Авагян (ARM)         |
| Легка (–60 кг)              | Джозеф Кордіна (GBR)     | Отар Ераносян (GEO)    | Енріко Лакрус (NED) Еліан Димитров (BUL)         |
| Перша напівсередня (–64 кг) | Віталій Дунайцев (RUS)   | Пет Маккормак (GBR)    | Дін Волш (IRL) Евальдас Петраускас (LTU)         |
| Напівсередня (–69 кг)       | Еймантас Станіоніс (LTU) | Павло Костромін (BLR)  | Кларенс Боджанг Гоєрам (SWE) Юба Сіссохо (ESP)   |
| Середня (–75 кг)            | Петро Хамуков (RUS)      | Томаш Яблонський (POL) | Заал Квачатадзе (GEO) Сальваторе Кавальяро (ITA) |
| Напівважка (–81 кг)         | Джо Ворд (IRL)           | Петер Мюлленберг (NED) | Хрвоє Сеп (CRO) Джошуа Буатсі (GBR)              |
| Важка (–91 кг)              | Євген Тищенко (RUS)      | Ігор Якубовський (POL) | Тервел Пулєв (BUL) Ніколайс Грішунінс (LAT)      |
| Надважка (+91 кг)           | Філіп Хргович (CRO)      | Флоріан Шульц (GER)    | Міхай Ністор (ROU) Петар Белберов (BUL)          |

### Медальний залік[2]
| Місце   | Країна          | Золото | Срібло | Бронза | Загалом |
| ------- | --------------- | ------ | ------ | ------ | ------- |
| 1       | Росія           | 4      | 0      | 0      | 4       |
| 2       | Ірландія        | 2      | 0      | 1      | 3       |
| 3       | Велика Британія | 1      | 4      | 1      | 6       |
| 4       | Болгарія        | 1      | 0      | 4      | 5       |
| 5       | Хорватія        | 1      | 0      | 1      | 2       |
| 5       | Литва           | 1      | 0      | 1      | 2       |
| 7       | Польща          | 0      | 2      | 0      | 2       |
| 8       | Грузія          | 0      | 1      | 1      | 2       |
| 8       | Нідерланди      | 0      | 1      | 1      | 2       |
| 10      | Білорусь        | 0      | 1      | 0      | 1       |
| 10      | Німеччина       | 0      | 1      | 0      | 1       |
| 12      | Італія          | 0      | 0      | 2      | 2       |
| 12      | Іспанія         | 0      | 0      | 2      | 2       |
| 14      | Вірменія        | 0      | 0      | 1      | 1       |
| 14      | Азербайджан     | 0      | 0      | 1      | 1       |
| 14      | Угорщина        | 0      | 0      | 1      | 1       |
| 14      | Латвія          | 0      | 0      | 1      | 1       |
| 14      | Румунія         | 0      | 0      | 1      | 1       |
| 14      | Швеція          | 0      | 0      | 1      | 1       |
| Загалом | Загалом         | 10     | 10     | 20     | 40      |